# František Josef Gerstner
František Josef Gerstner (německy Franz Joseph Gerstner, od roku 1810 Ritter von Gerstner – rytíř Gerstner; 22. února 1756 Chomutov – 25. června 1832 Mladějov) byl matematik, fyzik a inženýr. Roku 1806 založil Královské české stavovské technické učiliště v Praze, předchůdce dnešního Českého vysokého učení technického (ČVUT). Navrhl výstavbu koněspřežné dráhy z Českých Budějovic do Lince.

## Mládí
František Josef Gerstner se narodil 22. února 1756 v Chomutově do německé rodiny mistra řemenáře Johanna Floriana Gerstnera (1730-1783) a Anny Marie Elisabeth rozené Englert. Jeho mateřštinou byla němčina. Navštěvoval hlavní chomutovskou školu, kde si oblíbil matematiku. Jednou při hodině opravil chybu svého učitele matematiky a ten mu zakázal navštěvovat jeho hodiny. Proto mu jeho otec zařídil hodiny matematiky u příbuzného venkovského faráře. Ve studiu pokračoval v letech 1765-1772 na jezuitském gymnáziu v Chomutově, které vedl prefekt Ignác Cornova.
V roce 1772 nastoupil na Karlo-Ferdinandovu univerzitu v Praze. Na Filozofické fakultě studoval elementární matematiku u Stanislava Vydry, vyšší matematiku u Jana Tesánka a astronomii u Josepha Steplinga. Kromě přírodních věd se věnoval také studiu theologie, klasické řečtiny a hebrejštiny. V roce 1776 vykonal Gerstner veřejnou zkoušku z astronomie a v roce 1777 z první knihy Philosophiae Naturalis Principia Mathematica Isaaca Newtona. Během studií si přivydělával hrou na varhany v kostele sv. Kajetána na Malé Straně. Za stravu a ubytování také doučoval chovance z kláštera svatého Bartoloměje. Po studiích na filozofické fakultě v roce 1777 krátce navštěvoval i přednášky na Inženýrské škole založené v Praze roku 1718. Učila se na ní geometrie, fortifikace a mechanika tak, aby si žáci osvojili "vyměřování země, zakládání pevností, též splavů, jakož i řízení útoku na pevnost." Poté pracoval tři roky u Dvorské komise pro vyvazování z roboty jako geometr při vyměřování lesů a pozemků.

## Astronomie
V roce 1781 odešel do Vídně, aby studoval medicínu, botaniku a chemii. Těchto studií brzy zanechal, protože získal působiště v univerzitní astronomické observatoři ve Währingu u Vídně. Zde se pod vlivem Maximiliana Hella rozhodl se naplno věnovat matematice a astronomii. Roku 1784 získal místo adjunkta u profesora Antonína Strnada na univerzitní hvězdárně v Klementinu v Praze. V roce 1785 publikoval Gerstner astronomickou práci, ve které opravil zeměpisnou délku řady významných evropských měst. K výpočtu zeměpisné délky použil metodu zatmění Slunce, kterou sám zjednodušil a urychlil (místo 36 záznamů stačilo pouhých 9). Jérôme Lalande a Johann Elert Bode tuto novou metodu velmi chválili a uváděli ve svých článcích. Jako uznání za jeho práci jej Královská česká společnost nauk jmenovala řádným členem. I další Gerstnerovy výsledky v astronomii mu zjednaly vážnost v evropských vědeckých kruzích.

## Pedagogická činnost

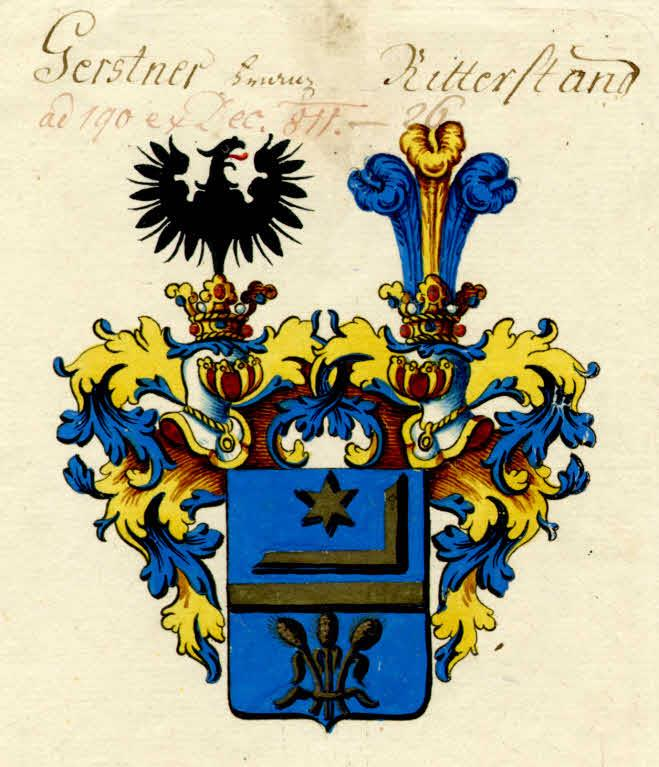
Erb Františka Josefa rytíře Gerstnera z jeho nobilitačního spisu ve Vídni (1811).

Když v roce 1787 onemocněl Gerstnerův bývalý učitel vyšší matematiky Tesánek, poskytl mu Gerstner ve svém vlastním bytě pečlivé ošetřování a současně vyučoval jeho žáky vyšší matematice. Ve školním roce 1788–1789 byl pověřen suplováním vyšší matematiky na univerzitě a 4. prosince 1789 byl jmenován řádným profesorem s platem 1000 zlatých. Ve svých přednáškách se přitom neomezoval pouze na vyšší analýzu a astronomii, ale věnoval se i mechanice a hydraulice.
V roce 1795 byl Gerstner povolán jako přísedící studijní dvorské komise ve Vídni, kde se mimořádným způsobem podílel na reorganizaci rakouského technického školství. Roku 1798 navrhl přetvoření pražské Inženýrské stavovské školy na polytechniku. Inspirací mu byla nedávno založená École polytechnique v Paříži. Význam nově koncipované školy hodnotil slovy: „Nezměrný užitek přinese polytechnika důkladným vyškolováním vedoucích odborných sil pro celý průmysl, všem úředníkům i řemeslníkům, podnikatelům i státu. Bylo již mnohokráte zjištěno, že založení jednoho odvětví výroby oživí ty nejpustší kraje, zaměstná tisíce lidí a poskytne jim obživu. Oč více lze tedy očekávat, jestliže polytechnika rozšíří užitečnými vědomostmi světlo nad všemi větvemi průmyslu, jestliže rok co rok poskytne nejschopnějším mladým lidem, aby cestovali, odhalovali přírodní bohatství země, sbírali zkušenosti o zemědělství, poznávali výrobu a zkoumali přednosti našich nebo cizích zemí!“ Škola byla založena dekretem císaře Františka I. ze dne 14. března 1803. Nové Královské české stavovské technické učiliště v Praze (Königliche böhmische ständische technische Lehranstalt zu Prag) bylo slavnostně otevřeno 10. listopadu roku 1806 ve svatováclavském semináři v Praze. Gerstner byl zvolen jeho prvním ředitelem a současně profesorem mechaniky a hydrauliky. Byl kladen důraz, aby inženýrské nauky byly úzce spojeny s matematikou a exaktními vědami.
Od roku 1805 byl řádným členem c. k. vlastenecko-hospodářské společnosti.
V roce 1807 se mu podařilo pro školu získat první Wattův parní stroj v Rakousku. Kromě toho stále přednášel vyšší matematiku na Univerzitě (až do zhoršení svého zdravotního stavu v roce 1823). V roce 1830 předal Gerstner své přednášky z mechaniky a hydrauliky svému synovi Františku Antonínovi Gerstnerovi. V roce 1832 byl Gerstner penzionován, ale byly mu ponechány veškeré jeho příjmy.

## Propojení Vltavy s Dunajem

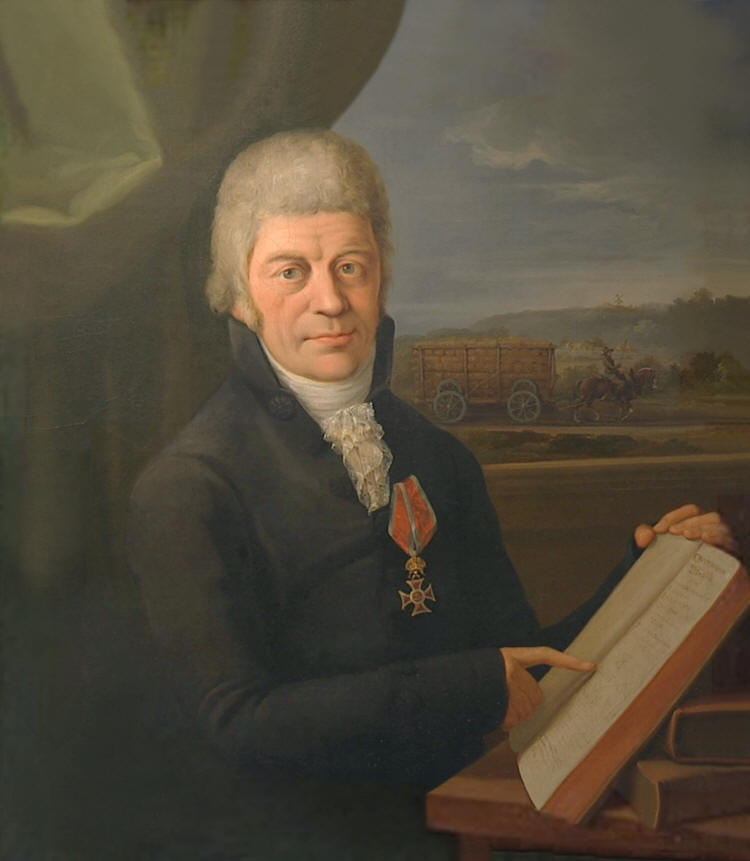
Portrét Františka Josefa rytíře Gerstnera s Leopoldovým řádem, Josef Bergler 1815

V roce 1807 byl zvolen vědeckým ředitelem České hydrotechnické privátní společnosti, pro kterou měl spolu se stavebním radou Pakassym vypracoval projekt stavby vodního kanálu mezi Vltavou a Dunajem (z Českých Budějovic přes Vyšší Brod do Lince). Nejprve zhodnotili starší návrhy. Albrecht z Valdštejna navrhoval v roce 1626 propojit Vltavu s řekou Große Mühl. L. Vogemont v roce 1706 navrhl hned několik variant, např. spojení Lužnice s řekou Kamp. V 18. století bylo podáno více návrhů od různých projektantů, ale všechny se ukázaly ve své době nerealizovatelné. Gerstner v návrhu hodnotil nejenom vodní, ale i železniční a silniční variantu. Celý region výškově proměřil metodou opakovaného měření atmosférického tlaku. Díky tomu zjistil, že k překonání tak velkých výškových rozdílů po vodní hladině by bylo kvůli výstavbě velkého množství zdymadel drahé a náročné na obsluhu. Navíc doprava se dřevem by byla pomalá a nemohla by probíhat v zimních měsících. Jako kritérium pro srovnání mezi silniční a železniční dopravou zvolil valivý odpor kol. Vyvodil, že síla potřebná k překonání tření bude menší na tvrdé rovné ploše (železniční koleji), než na silnici; navíc je nutné volit kola s co největším průměrem.
Jelikož vodní doprava má velmi nízké provozní náklady, zaměřil se proto Gerstner i na cenové porovnání s železniční dopravou. Počítal celkové provozní výdaje za rok pro jednotku hmotnosti a míle na provoz po vodě pomocí vztahu: {\displaystyle N_{v}+U_{v}/m}, kde {\displaystyle m} je hmotnost přepravovaného zboží za rok, {\displaystyle U_{v}} zúročení vloženého kapitálu a náklady na 1 míli kanálu, {\displaystyle N_{v}} náklady na koně a obsluhu, s indexem {\displaystyle z} bychom měli vztah pro dopravu po železnici. Aby mohl určit mezní hmotnost {\displaystyle m}, porovnal výraz pro náklady po vodě s výrazem pro železnici a získal výraz {\displaystyle m={\frac {U_{v}-U_{z}}{N_{z}-N_{v}}}}. Ze vztahu získal tři intervaly nejvýhodnější cesty: pro cestu po silnici 0-8 400 t, po železnici 8 400-112 000 t a po vodě více než 112 000 t. S přihlédnutím na roční přepravu soli (asi 20 160 t) vychází opět nejlépe doprava po železnici. Gerstner svůj projekt představil na valném shromáždění členů společnosti 31. března 1808. Počítal se splavněním Vltavy do Vyššího Brodu. Odtud byla do Mauthausenu navržena železnice. Přestože byl projekt schválen, jeho realizaci zabránila finanční krize způsobená Napoleonskými válkami.
Myšlenka železničního spojení Českých Budějovic a Lince byla obnovena až roku 1820. František Josef Gerstner předal práci na projektu svému synovi Františku Antonínu Gerstnerovi. Ten vypracoval definitivní projekt jednokolejné trati koněspřežné železnice  spojující České Budějovice a Linec o délce 129 km. Vlastní výstavba byla zahájena 25. července 1825 pod vedením Františka Antonína Gerstnera.

## Fyzika a mechanika

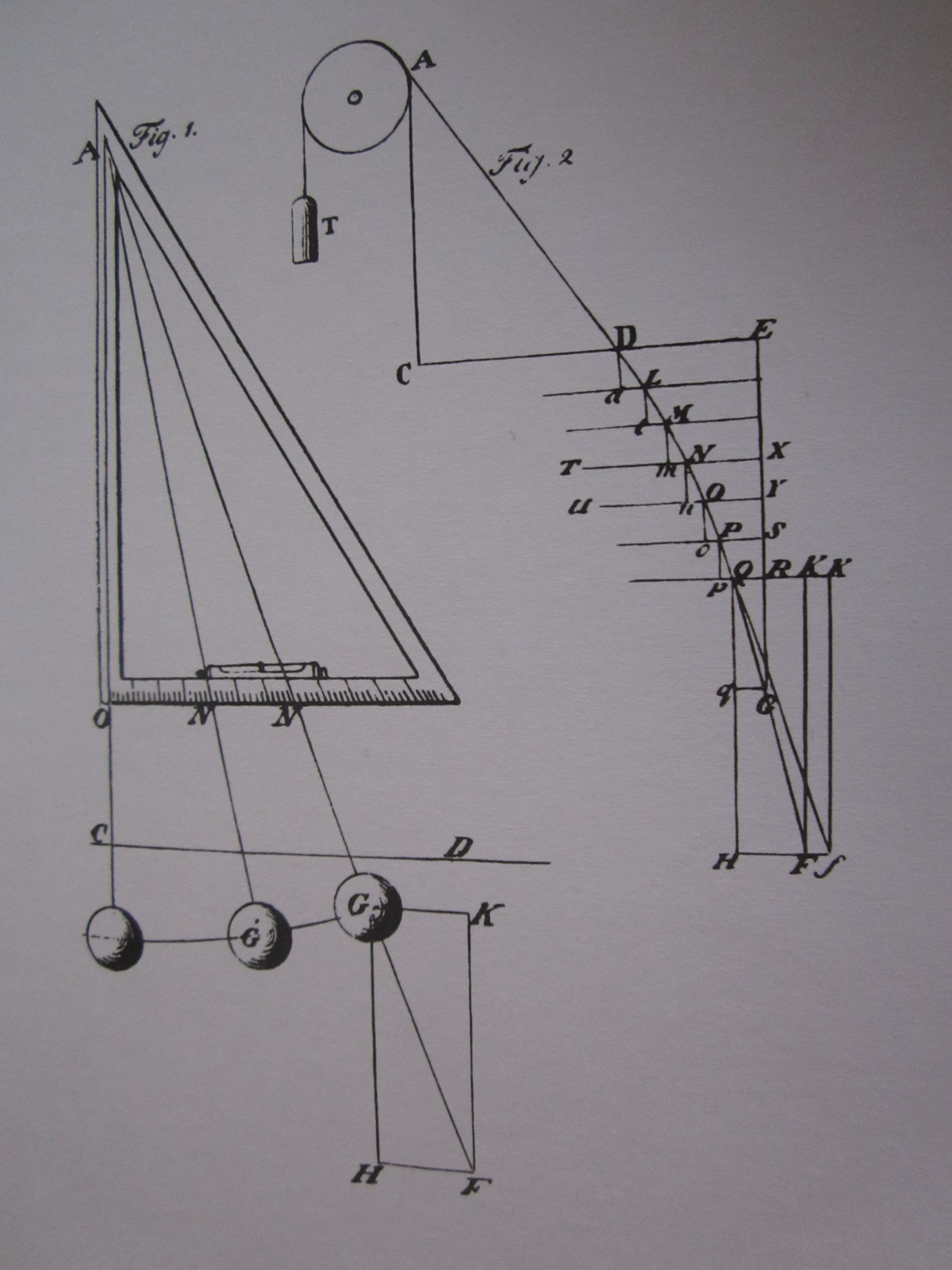
Náčrtek Gerstnerova hydrometrického kyvadla

V roce 1831 vydal Gerstner své proslulé dílo Handbuch der Mechanik ve třech svazcích, které získalo 1400 předplatitelů, mezi nimiž nacházíme i císaře Františka I. Toto dílo se stalo základní učebnicí strojního, stavebního a důlního strojírenství po celou dobu 19. století.
Jakožto jeden z prvních matematiků matematicky popsal vlny na vodní hladině a to ve své práci Teorie vln (Theorie der Wellen) z roku 1804. Na první pohled by se mohlo zdát, že na povrchu vody se vlny šíří prostě tak, že částice vody kmitají svisle nahoru a dolů a tento pohyb se pak přenáší podél hladiny. Gerstner ukázal, že částice vykonávají kruhové pohyby, přičemž poloměry těchto kružnic se s hloubkou zmenšují. Na povrchu vody pak vzniká vlna, která má tvar matematické křivky zvané cykloida. Tyto vlny byly ve světové fyzikální literatuře pojmenovány jako Gerstnerovy trochoidální vlny.
Spolu se straubinským rodákem Leonhardem Gruberem sestrojili roku 1786 přesný barometr, který podle slov Bolzana ukazoval každou změnu v specifické váze vzduchu až na jednu stotisícinu. Pomocí tohoto přístroje pak provedli v Krkonoších řadu přesných barometrických měření k určení nadmořských výšek. Společně s Dr. Gruberem těž roku 1788 vypracovali pro Učenou společnost posudek k Churchmannově výkladu výchylek magnetické střelky.
Ve svých pracích velmi často hledal praktické využití. Zabýval se otázkami převodů u hnacích soukolí, pohonu vodních kol, fyzikálními vlastnostmi železa s ohledem na stavbu železných mostů. Působil navíc jako poradce pro stavbu mostů a nejenom průmyslové podniky jej žádaly o radu v technických záležitostech. Navrhl novou konstrukci hydrometrického kyvadla, v které díky podrobným výpočtům dokázal, že lze stanovit přesně rychlost v jednotlivých hloubkách, na rozdíl od předešlé metody, která byla vhodná pro měření rychlosti vody těsně pod hladinou a nešlo díky tomu určit rozložení rychlostí.

## Rodina a smrt

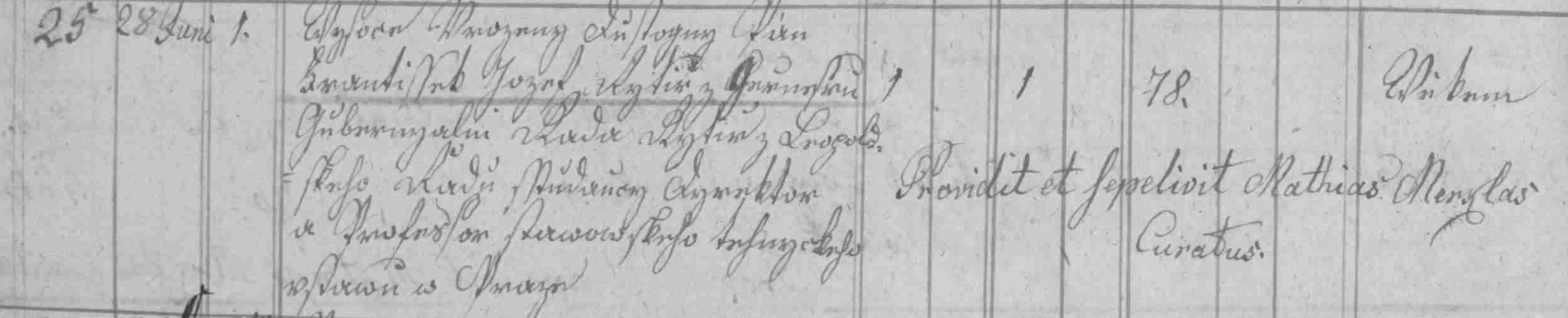
František Josef Gerstner, matriční záznam o úmrtí

Gerstner byl dvakrát ženat. Roku 1792 se oženil s Gabrielou z Mayersbachu († 1808), dcerou Marie roz. von Ehrenberg a rytíře Moritze von Mayersbach, lékaře a děkana lékařské fakulty Pražské univerzity. Spolu měli devět dětí včetně syna Františka Antonína Gerstnera (1796-1840). Roku 1809 se oženil s Marií Starkovou († 1821).

Posledních čtrnáct dní svého života strávil na statku u své dcery Gabriely a zetě Josefa Augustina Pabstmanna v Mladějově u Jičína. Zemřel 25. června 1832 v Mladějově kde byl i pohřben. Na jeho náhrobku byl vytesán nápis: 
Immenso juvenis spectabat Sidera coelo, 
Certa vir undantes jura docebat aquas, 
Naturae humanas adjuvit viribus artes. 
Laude senex multa Clarus ad astra redit. 
(„Jako mladík pozoroval hvězdy na nekonečném nebi, jako muž stanovil vodám přesné zákony a podpořil lidské umění silami přírodními, jako stařec, proslavený mnohou slávou, odešel ke hvězdám.“).

## Pocty

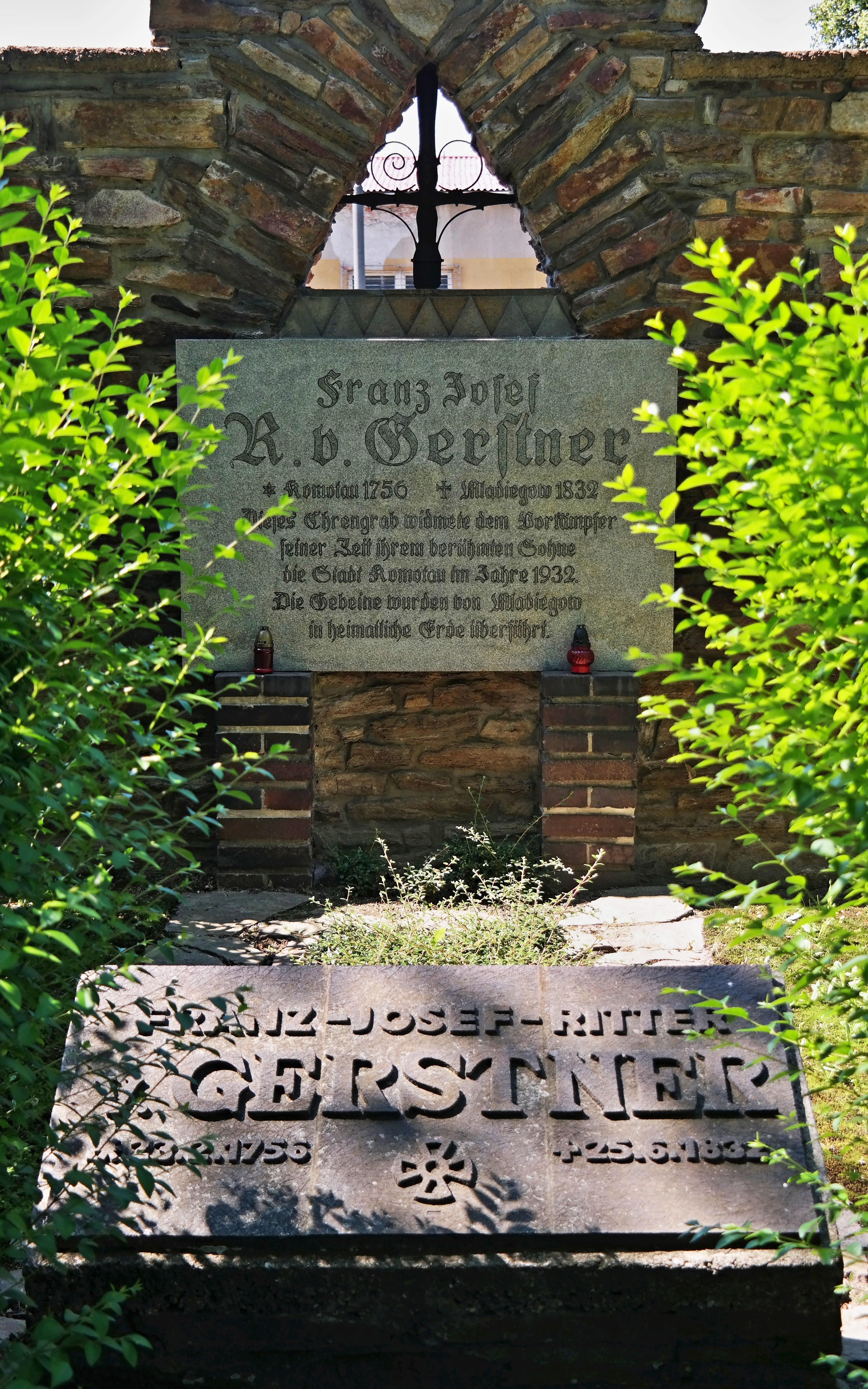
Náhrobek v Chomutově

V letech 1802 až 1803 byl zvolen předsedou Královské české společnosti nauk.
Roku 1808 mu byl udělen Leopoldův řád (řád je vidět na portrétu).
Roku 1810 byl povýšen do rytířského stavu (diplom z roku 1811).
Roku 1811 byl císařem jmenován ředitelem vodních staveb v Čechách, se zvláštním služným ve výši 2000 zlatých.
Roku 1813 jej Kateřina Pavlovna doporučila svému bratru carovi Alexandru I. k vyznamenání, a to spolu s Goethem, Wielandem a Wolfem.

## Dílo
- Über die Bestimmung der geographischen Längen, Berichtigung der Längen von Marseille, Padua, Kremsmünster, Dresden, Berlin und Danzig. Praha 1785
- Vorübergang des Merkur vor der Sonne. Beobachtet am 4. Mai 1786. Praha a Dresden 1786
- Beobachtung der Sonnenfinsternis am 4. Juni 1788 auf der k. Sternwarte zu Prag. Praha a Dresden 1788
- Eine leichte und genaue Methode für die Berechnung der geographischen Länge aus Sonnenfinsternissen. Berlin Astronomisches Jahrbuch 1788, s. 243–247
- Einleitung in die statische Baukunst. Praha 1789
- Merkur vor der Sonne zu Prag den 5. Nov. 1789. Praha 1790
- Vergleichung der Kraft und Last beim Räderwerke mit Rücksicht auf Reibung. Praha 1790
- Ve spoluautorství: J. Jelinek, Abbe Gruber, Th. Haenke a F.J. Gerstner. Beobachtungen auf Reisen nach dem Riesengebirge. Dresden 1791
- Über die, der wechselseitigen Anziehung des Saturns und Jupiters wegen erforderlichen Verbesserungen der Beobachtungen des Uranus, zur richtigen Erfindung der Elemente seiner wahren elyptischen Bahn. Berlin. Jahrbuch 1792
- Theorie des Wasserstosses in Schussgerinnen mit Rücksicht auf Erfahrung und Anwendung. Praha 1795
- Versuche über die Flüssigkeit des Wassers bei verschiedenen Temperaturen. Praha 1798
- Theorie der Wellen: samt einer daraus abgeleiteten Theorie der Deichprofile. Praha 1804
- Mechanische Theorie der oberschlächtigen Räder. Praha 1809
- Zwei Abhandlungen über Frachtwägen und Strassen. Praha 1813
- Abhandlung über die Spirallinie der Treibmaschinen. Praha 1816
- Bemerkungen über das hydrometrische Pendel. Praha 1819
- Vorschlag zur Erweiterung der von den böhmischen HH. Ständen im J. 1806 zu Prag errichteten polytechnischen Lehrinstituts. Praha 1820
- Bemerkungen über die Festigkeit, Elasticität und Anwendung des Eisens bei dem Bau der Kettenbrücken. Praha 1825
- Handbuch der Mechanik ve 3. dílech + 3. svazky příloh a tabulek
  - 1. Mechanik fester Körper. Spurny, Praha 1831
  - 2. Mechanik flüssiger Körper. Spurny, Praha 1831
  - 3. Beschreibung und Berechnung grösserer Maschinenanlagen. Sollinger, Vídeň 1834

## Památky

### Praha
- Busta, Bohuslav Schnirch
- Busta, bronz, sokl mramor, 1974, autor Jindřich Severa; vstupní hala Fakulty strojní ČVUT
- Jeho jméno je na tabulce pod okny historické budovy Národního muzea v Praze spolu s dalšími, viz Dvaasedmdesát jmen české historie
- Dvousetkorunová pamětní mince, vydala 22. 2. 2006 Česká národní banka k 250. výročí jeho narození a k 200. výročí zahájení výuky na pražské polytechnice[15]

### Chomutov
- Na počátku 19. století objednali představitelé města Chomutova dnes nezvěstný Gerstnerův portrét od Josefa Berglera, měl zdobit zasedací síň chomutovské radnice.
- Na místě rodného domu byla roku 1863 umístěna pamětní deska. Ulice přejmenována na Gerstnerovu.
- Ke 100. výročí Gerstnerova úmrtí v roce 1932 byly Gerstnerovy ostatky exhumovány a převezeny do Chomutova, kde se konal „druhý pohřeb“. Zprávy o obsahu hrobu při exhumaci se rozcházejí.
- Pomník, autoři Karel Erstenberger, Antonín Hollub; před tehdejší českou školou (dnes ZUŠ) na náměstí T. G. Masaryka.
- 1945 byl odstraněna pamětní deska, z pomníku zmizelo jméno Gerstner a Gerstnerova ulice byla přejmenována na Hálkovu. Při 125. výročí Gerstnerovy smrti roku 1957 byla nově instalována pamětní deska v místech Gerstnerova rodného domu. Paradoxně nedlouho předtím byly socialistickým závazkem místních požárníků odstraněny zbytky výše zmíněného Gerstnerova pomníku. Od roku 1967 se na chomutovském sídlišti Horní Ves jedna z ulic jmenuje Gerstnerova.[16]
- Pomník, autor Kamil Sopko starší, ke 170. výročí úmrtí (2002) a 250. výročí narození (2006) odhalen před budovou SPŠ a VOŠ Chomutov ve Školní ulici
- Chomutovské historické slavnosti roku 2006 věnovány Gerstnerovi: vytvořena síť (trojice) trojjazyčných informačních tabulí tzv. Gerstnerovy stezky.

### Mladějov
- Náhrobek na hřbitově u kostela sv Jiljí